# Nazionale maschile di beach soccer della Siria
La nazionale di beach soccer della Siria rappresenta la Siria nelle competizioni internazionali di beach soccer.

## Rosa
Aggiornato a dicembre 2010
| N. |                  | Ruolo | Calciatore     |
| -- | ---------------- | ----- | -------------- |
|    | Siria (bandiera) |       | Rajub Ahmad    |
|    | Siria (bandiera) |       | Omar Akil      |
|    | Siria (bandiera) |       | Ali Sbihe      |
|    | Siria (bandiera) |       | Mged Chlmoum   |
|    | Siria (bandiera) |       | Ahmad Karakash |

| N. |                  | Ruolo | Calciatore      |
| -- | ---------------- | ----- | --------------- |
|    | Siria (bandiera) |       | Ali Sleman      |
|    | Siria (bandiera) |       | Omar Al Najjar  |
|    | Siria (bandiera) |       | Hussam Kbaili   |
|    | Siria (bandiera) |       | Eyad Al Shehabi |
|    | Siria (bandiera) |       | Alsaid Biazid   |